# بسترة ومضية
البسترة الومضية (بالإنجليزية: flash pasteurization)‏ وُتسمى المعالجة ذات الحرارة العالية قصيرة المدة، هي إحدى طرق الحفظ الحراري للمشروبات القابلة للتلف مثل العصائر (الفاكهة و الخضروات)، الجعة، النبيذ (بالتوافق مع الشريعة اليهودية)، وبعض منتجات الألبان. تمتاز هذه المعالجة بحفظها لنكهة الأغذية و لونها بشكل أفضل مقارنة بطرق المعالجة الأخرى رغم حدوث تفاعلات متباينة لبعض أنواع الجبن عند معالجتها بهذه الطريقة.
تُستخدم البسترة الخاطفة لقتل الكائنات المجهرية التي تتسبب بتلف الاغذية قُبيل عملية التعبئة لجعل المنتجات أكثر أمانا و إطالة عمر التخزين مقارنة بالأغذية غير المبسترة. فمثلا، طبقًا لأحد المصنعين فإن العمر التخزيني للحليب هو 12 شهرًا. و يجب أن تتمَ العملية بتكنولوجيا خاصة بالتعبئةِ والتعقيم بشكٍل يمنع تلوث ما بعد البسترة.
في البسترة الخاطفة يتدفق السائل بشكل مستمر و قابل للسيطرة مع تعريضه لدرجة حرارة تتراوح بين 71.5° درجة مئوية (160° فهرينهايت) و 74° درجة مئوية (165° فهرنهايت) لمدة بين 15 إلى 30 ثانية. ثم يُتبع بتبريد سريع بحرارة بين 4° درجة مئوية (39.2° فهرنهايت) و 5.5° درجة مئوية (42° فهرنهايت).
البروتوكول الاميركي القياسي في البسترة السريعة للحليب و هو 71.7° (161° فهرنهايت) لمدة 15 ثانية وذلك للقضاء على الريكتسية البورنيتية, أكثر الجراثيم المسببة للأمراض الموجودة في الحليب الخام مقاومة للحرارة,  قد تم تقديمه لأول مرة في عام 1993 و كان ناتج هذه العملية وصول انخفاض البكتريا إلى المستوى الخامس (أي تقليلها 100000 مرة) بنسبة 99.999% في تقليل البكتريا الضارة.
تعد شركة منتجات تروبيكانا (Tropicana Products)  من أوائل الشركات التي تبنت هذه الطريقة حيث استخدمتها منذ خمسينات القرن الماضي. أما شركة اودّولا للعصائر (Odwalla)  فقد تحولت من العصائر غير المبسترة إلى المبسترة سريعًا بدايًة من العام 1996 و ذلك بعد أن تسبب فساد عصير تفاح غير مبستر و محمل ببكتريا إي. كولاي "Escherichia coli O157:H7" بمرض عدة أطفال و وفاة أحدهم.